# 주 여왕
주 여왕(周 厲王, 기원전 890년 ~ 기원전 828년, 재위 기원전 877년 ~ 기원전 828년)은 주나라의 제10대 왕이다. 성은 희(姬), 이름은 호(胡)이다. 주 이왕의 아들이다.

## 생애
여왕은 탐욕스럽고 잔인하였다. 간신인 영 이공(榮 夷公)을 등용하고 현신인 예량부(芮良夫), 주 정공(周 定公), 소 목공(召 穆公) 등의 간언을 물리치고 폭정을 실시했다고 하며, 경대부(卿大夫) 등의 국인(國人)에게 나누어주었던 토지와 산림(山林), 소택(沼澤) 등의 관리권을 회수해 그 이익을 독점하려 하자, 백성들이 이에 반발하여 왕을 비방하였다. 이에 여왕이 감시와 형벌을 강화하여 이를 억눌렀다. 백성들은 세상사에 대해 말하는 것을 조심하고, 눈짓만으로 그 의도를 서로 전했다고 한다. 제후들도 왕을 조회하러 오지 않았다. 이로 인해 주의 기세는 쇠락했으며 조정은 부패하였다. 마침내 기원전 841년에는 마침내 국인(國人)들이 연합하여 반란을 일으켜 왕을 죽이려고 들었다 (국인폭동). 사건이 일어날 쯤에 왕은 호경을 탈출해 황하를 넘어 체(彘, 현재의 산시성 훠저우시)로 피했다. 이 때문에 주 정공과 소 목공이 대신해 조정을 보는 공화제가 시행되었다.
기원전 828년(공화 14년)에 왕이 사망해, 주공 및 소공에 의해 왕자 희정이 즉위해 선왕이 되었다. 또 선왕의 치세에 여왕의 아들인 희우는 정에 봉해져 정의 환공이 된다.

## 공화
이 이야기는 사기에 근거하는 것이지만 죽서기년(竹書紀年)이나 여씨춘추(呂氏春秋)에 의하면 제후에게 추대된 공백(共伯) 화(和)라는 인물이 부재한 천자를 대신해 정무를 맡았다고 하며 이것이 공화제의 유래라고 설명되고 있다. 사마천은 사기에서 “이 때(공화)부터 무력에 의한 정치가 횡행하여 강자는 약자를 괴롭혔고, 군대 동원령은 천자의 재가를 요청하지 않아도 되었다. 그리고 왕실의 명분을 빌려, 이국(夷國)을 토벌한 공을 다투어 맹주가 되려고 하였다. 이리하여 정국은 오패(五覇)에 의해 좌우되었다”고 밝히고 있다.
왕이 없이 신하들이 정치를 행하는 공화 행정은 기원전 841년에 시작되어, 여왕이 망명지인 체 땅에서 죽고 여왕의 아들이 선왕으로 즉위하여 주나라 왕실이 다시 회복되는 기원전 828년까지 14년 동안 지속되었다. 국인폭동 이후 주나라 왕실의 권위는 크게 약해졌으며, 주나라의 국세도 쇠락하였다. 사마천은 공화 원년을 기년(紀年)으로 삼아 12제후연표(十二諸侯年表)를 연대에 따라 상세히 기록하였다. 따라서 공화 원년인 기원전 841년은 중국 역사에서 문헌을 통해 구체적인 연대 확인이 가능한 최초의 시점으로서도 중요한 의의를 지닌다.

## 가족관계
- 아버지 : 주 이왕 섭
- 왕후 : 신강

- 자녀
  - 아들 : 주 선왕 정
  - 아들 : 정 환공 우

| 전 임 아버지 이왕 섭 | 제10대 주나라의 왕 | 후 임 (공화) |